# Helmut Haeusgen
 Helmut Haeusgen (* 11. Februar 1916 in Alexandria, Ägypten; † 27. Dezember 1989 in Frankfurt am Main) war ein deutscher Bankmanager. Er war kommissarischer Vorstandssprecher und Aufsichtsratsvorsitzender der Dresdner Bank.

## Leben
Haeusgen besuchte die Schule in Alexandria, legte das Abitur allerdings 1933 in Schondorf am Ammersee ab. Anschließend trat er in die Filiale Alexandria der Dresdner Bank als Lehrling ein, wo er das Bankgeschäft von der Pike auf lernte. 1937 wurde er zum Wehrdienst einberufen und nahm am Afrika-Feldzug teil, als Oberleutnant im Stabe Rommels und zeitweise als Mitarbeiter von Abwehrchef Canaris.
Nach seiner Rückkehr aus der Kriegsgefangenschaft war Haeusgen zunächst in der Auslandsabteilung der Münchner Niederlassung der Dresdner Bank tätig, anschließend in Düsseldorf. Von 1954 bis 1960 leitete er die neuerrichtete Nahost-Repräsentanz der Dresdner Bank in Kairo. Danach wurde er einer der Mitleiter in der Niederlassung München. 1964 berief ihn die Bank zum stellvertretenden, 1967 zum ordentlichen Vorstandsmitglied in Frankfurt/Main. Im Vorstand der Dresdner Bank war Haeusgen vor allem für das internationale Bankgeschäft zuständig. Auf seine Initiative hin stellte die Bank ihre Auslandsaktivitäten auf eine neue, mehrgleisige Basis. An den wichtigen Finanzplätzen aller Kontinente entstanden eigene Niederlassungen und Repräsentanzen sowie Tochtergesellschaften und Finanzbeteiligungen. Die Gründung der Société Financière Européene (SFE) 1976 und der Associated Banks of Europe Corporation (ABECOR) 1972 sind eng mit seinem Namen verbunden.
Nach der Ermordung Jürgen Pontos wurde er 1977 zum kommissarischen Vorstandssprecher ernannt, 1978 wechselte er in das Amt des Aufsichtsratsvorsitzenden und füllte dieses Amt bis 1988 aus.